# Michel Erhart

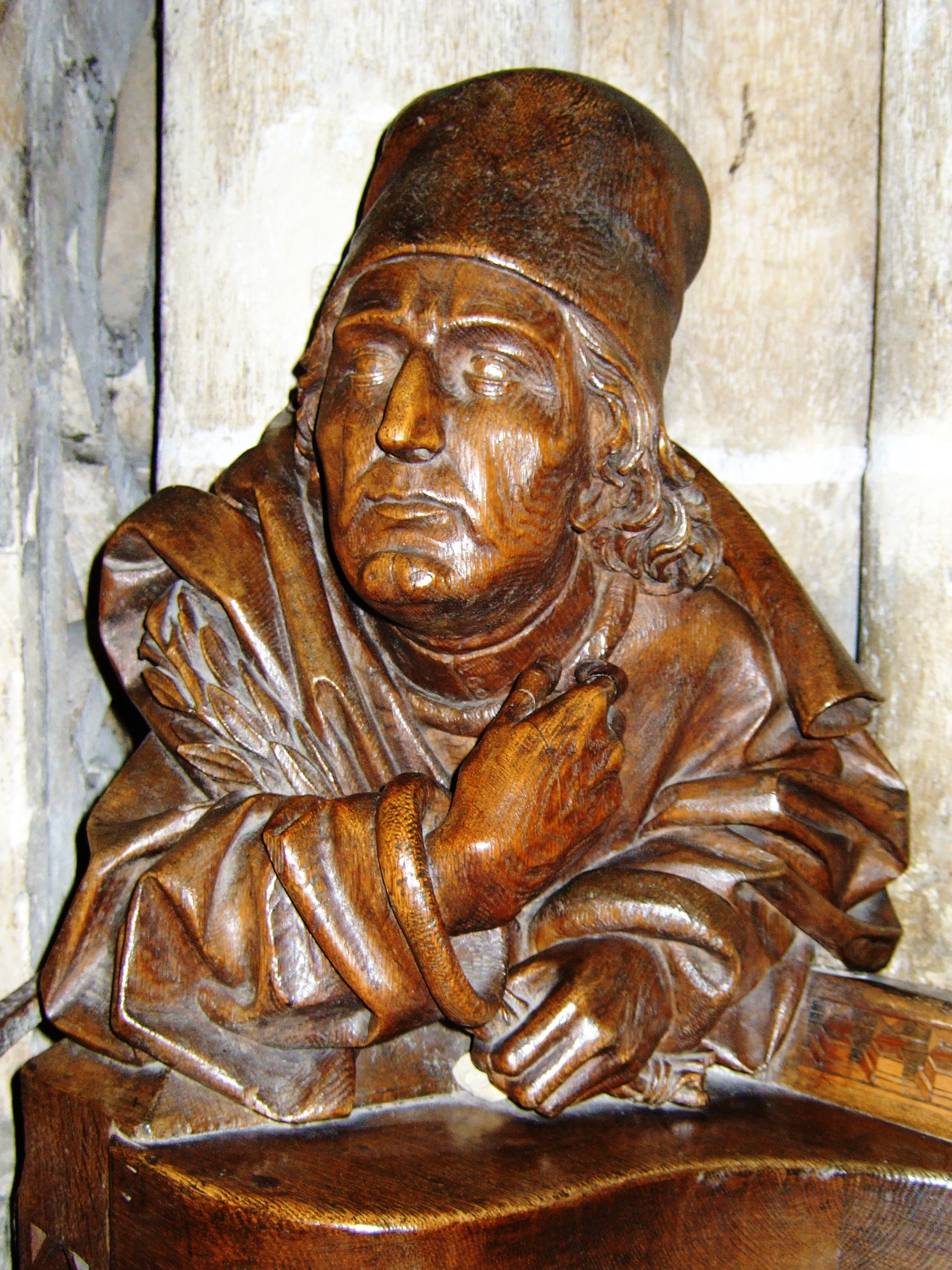
Büste Vergils im Chorgestühl des Ulmer Münsters, um 1470/1474, heute überwiegend Michel Erhart zugeschrieben

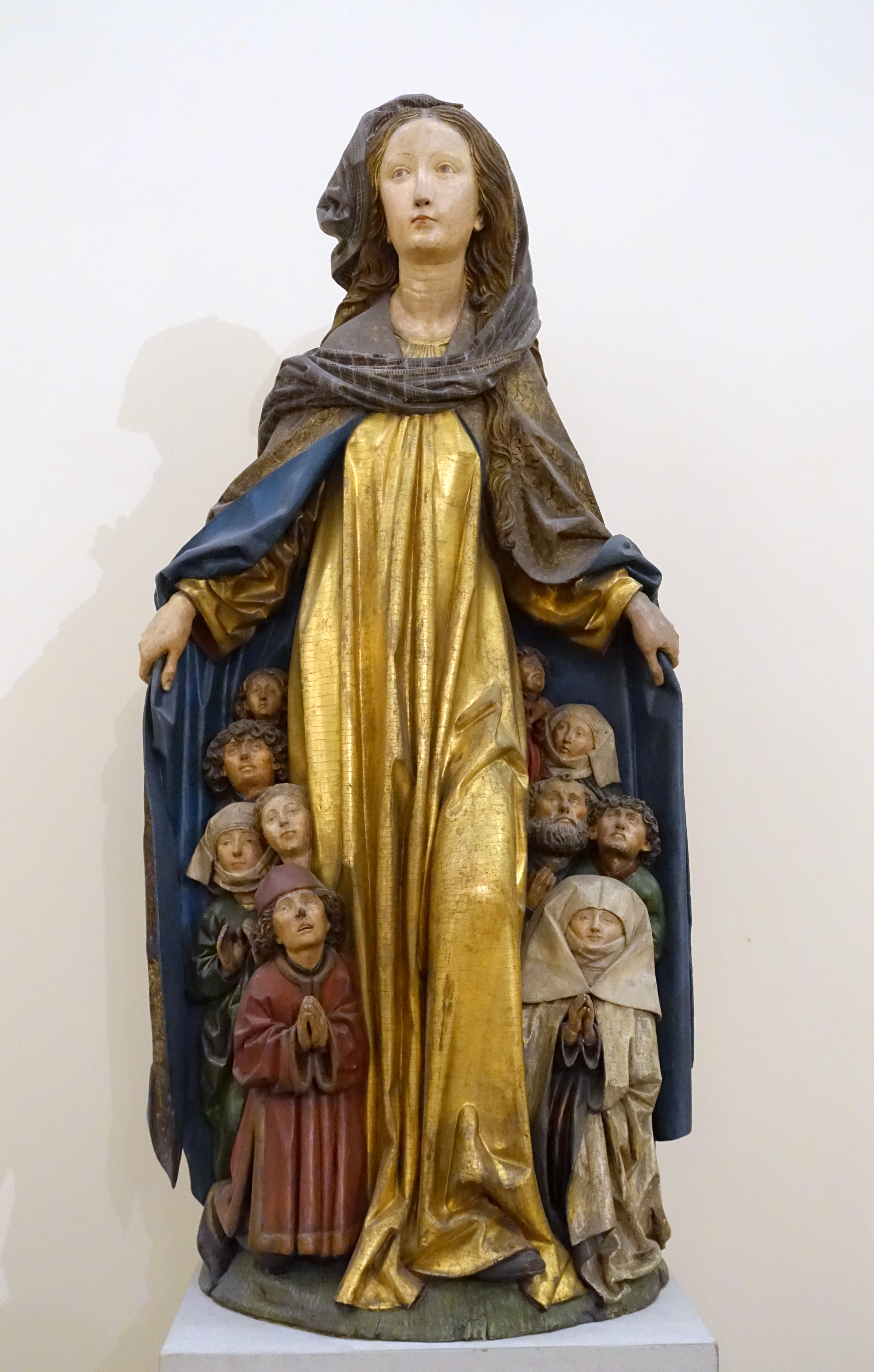
Schutzmantelmadonna, Lindenholz, 1480, Bode-Museum, Berlin

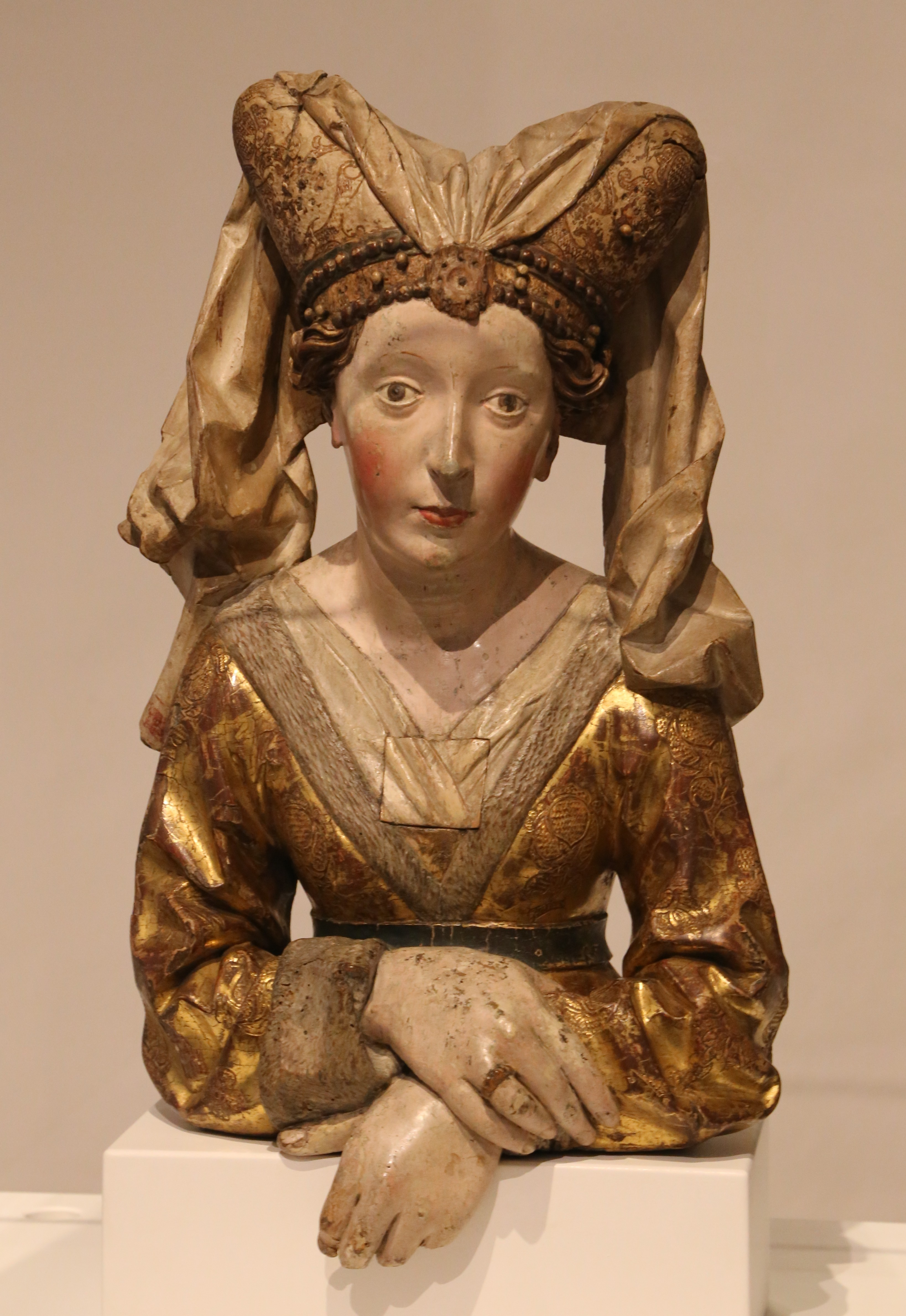
Reliquienbüste der Hl. Maria Magdalena, Ulm, um 1475–80, Lindenholz, spätgotische Fassung mit neueren Ergänzungen; Museum Ulm

Michel Erhart, auch: Michael Erhart (* um 1440/45 vermutl. Konstanz; † nach 1522 in Ulm) war ein Bildhauer und Bildschnitzer der Spätgotik. Er hat insbesondere in Ulm und dessen Umland gewirkt und zählt daher zur Ulmer Schule. Die genauen biographischen Daten sind bislang unklar.

## Leben
Über Erharts Herkommen und frühe Jahre ist nichts bekannt. Wahrscheinlich kam er nach seinen Wanderjahren, die ihn unter anderem nach Konstanz und Straßburg, vermutlich auch bis in die Niederlande führten, in die freie Reichsstadt Ulm, wo er erstmals 1469 in den Steuerlisten als „Michel, bildhower“ belegt ist. Bevor er sich selbstständig machte, arbeitete er in Jörg Syrlins d. Ä. Werkstatt. Er war verheiratet mit Margarethe, der Tochter des Baumeisters Vincenz Ensinger. Sie hatten zwei Söhne und zwei Töchter. Gregor († 1540?) ging nach seiner Lehre und Zusammenarbeit mit seinem Vater nach Augsburg, wo er spätestens 1496 eine eigene Werkstatt gründen konnte, nachdem er mit Anna Mair eine Tochter aus einer angesehenen Familie von Leinenwebern geheiratet hatte. 1531 übergab er die Werkstatt seinem Sohn Paulus Mair. Der zweite Sohn Michel Erharts, Bernhard (dok. 1515–17), wurde ebenfalls Bildhauer. Tochter Afra heiratete Adolf Dauher, einen Lehrling ihres Vaters; sie zogen bereits 1490 nach Augsburg, wo Gregor später zunächst bei ihnen wohnte. Deren Söhne, Adolf und Hans, setzten die familiäre Berufstradition fort. Walburga schließlich verband sich 1495 mit dem Kürschner Hieronymus Fugger vom Reh (* 1475), deren Söhne Wolfgang und Matheus Goldschmied, respektive -schneider wurden.
Trotz des Erfolgs seines einflussreichen Werks und dem seiner Familie, und obwohl er in den Stadtarchiven Ulms zwischen 1469 und 1522 der am häufigsten erwähnte Bildhauer ist, betrifft die letzte ihn betreffende Notiz vom Dezember 1522 den Erhalt einer Almosenrente.

## Werk
Erhart arbeitete in Ulm zunächst in der Werkstatt Jörg Syrlins d. Ä. an der Chorausstattung des Ulmer Münsters mit. Syrlin nahm größere Aufträge wie Altäre an und delegierte Arbeiten an Bildhauer, bzw. -schnitzer und Maler, selber als Kistler geführt, schreinerte er das Altargehäuse oder, wie hier, das Gestühl. Sein Anteil an den Entwürfen des Figurenprogramms wurde damit zunehmend in Frage gestellt, so dass die kunsthistorische Forschung heute in der Mehrzahl von einer Autorenschaft Erharts für die meisten Wangenbüsten am Chorgestühl ausgeht. Sie gelten als die früheste Adaption des von Gerhaert eingeführten Büstentyps.
Spätestens 1474, also nach Abschluss der Arbeit für Syrlin, hatte Erhart eine eigene Werkstatt mit mehreren Assistenten und Gesellen in Ulm. Wieder mit Syrlin als Hauptverantwortlichem, erhielt er den Auftrag, „etlich bild“ für den Hochaltar des Ulmer Münsters zu erstellen, der allerdings dem reformatorischen Bildersturm des 16. Jahrhunderts zum Opfer fiel. Am Figurenprogramm des Fischkastenbrunnens war er 1482 beteiligt, vermutlich kommen ihm die drei Ritter zu (Museum Ulm). Aus Augsburg bekam er 1485 von Ulrich Fugger den Auftrag über ein Altarretabel für die, von der Familie dominierten Klosterkirche St. Ulrich und Afra, für die er bis 1510 noch weitere Kommissionen erhielt. Die sogenannte Ravensburger Schutzmantelmadonna (um 1480–1490), eine Lindenholzfigur mit gut erhaltener Fassung in der Berliner Skulpturensammlung, wird ihm einhellig zugeschrieben.
Die gleiche Zustimmung teilt ein Hauptwerk der Ulmer Schule, der Hochaltar in der Benediktinerabtei Blaubeuren (siehe auch weiter unten). Es ist mit den Jahren 1493 und 1494 datiert, aber nicht signiert und es sind keine schriftlichen Belege bekannt, doch werden seine geschnitzten Figuren Erhart und seinem Sohn Gregor in unterschiedlicher Gewichtung zuerkannt. Aus der gleichen Zeit stammt das Altarretabel der Abtei Weingarten (ebenfalls ein Benediktinerkloster), dessen Flügeltafeln Hans Holbein d. Ä. malte. Das einzige namentlich signierte Werk Erharts ist ein Kruzifix der St.-Michaelis-Kirche in Schwäbisch Hall von 1494.
Für die folgenden fast zwanzig Jahre sind ihm bisher kaum Werke anerkannt worden, außer zum Beispiel in Augsburg, wo auch sein Sohn Gregor eine eigene Werkstatt betrieb. Ein letzter großer Auftrag erhielt er, urkundlich belegt in den Jahren 1516 bis 1518, für eine Ölbergszene mit dreizehn Sandsteinfiguren vor dem Ulmer Münster, das allerdings nurmehr in wenigen Fragmenten erhalten ist (heute im Ulmer Museum).
Künstlerisch wurde Michel Erhart durch den neuen, raumhaltigen und realistischen Stil des damals berühmten niederländischen Bildhauers Niclas Gerhaert van Leyden geprägt, dessen Werk er unter anderem in Straßburg studiert hatte, vielleicht sogar in dessen Straßburger Werkstatt arbeitete. Auch von dem Maler Rogier van der Weyden lassen sich Einflüsse erkennen.

## Werkliste (Auswahl)

### Dokumentierte Werke
In schriftlichen Quellen dokumentierte Werke und die einzig namentlich signierte Skulptur.
- Mitarbeit am Hochaltar des Ulmer Münsters, im Bildersturm zerstört
- Werke für das Benediktinerkloster St. Ulrich und Afra, Augsburg, 1485–1510
  - Altarretabel für Ulrich Fugger, Holz, Fassung durch Gumpold Gültlinger in Augsburg, 1485[8]
  - Deckplatte vom Hochgrab des Hl. Simpertus aus St. Ulrich und Afra, Augsburg, Sandstein, übrige Arbeit von Adolf Dauher, 1492 (Bayerisches Nationalmuseum, München MA944)
  - zwei Kruzifixe, 1495, und weitere Werke
- Kleines Altarretabel für das Dominikanerkloster St. Katharina im Schweizer St. Gallen, 1489
- Altarretabel, Benediktinerabtei Weingarten, Gemälde der Flügel von Hans Holbein d. Ä., 1493
- Kruzifix in der St.-Michaelis-Kirche in Schwäbisch Hall, 1494 (einziges namentlich signiertes Werk)
- Dreizehn Sandsteinfiguren für eine Ölbergszene vor dem Ulmer Münster, 1516–1518 (Archivbelege), Fragmente heute im Museum Ulm

### Zuschreibungen
- Chorgestühlbüsten von Propheten und Sibyllen des Ulmer Münsters, 1469–1474
- Drei Ritterfiguren vom Fischkastenbrunnen in Ulm, Sandstein mit geringen Fassungsresten, 1482, seit 1910 im Museum Ulm (1910.2644), am Brunnen Kopien von 1926
- Kruzifix in der Besserer-Kapelle des Ulmer Münsters, nach 1490
- Schreinfiguren des Hochaltars im Kloster Blaubeuren, 1493–1494
- Chorbogen-Kruzifix in der Martinskirche in Landshut, 1495[9]
- Marienaltar in Lautern, 1509

#### Werke in Museen
Neben den Figuren vom Fischkastenbrunnen und den Ölbergfragmenten besitzt das Museum Ulm in ihrem Sammlungsschwerpunkt Ulmer Schule weitere Erhart, bzw. seiner Werkstatt zugeschriebene Werke
- Reliquienbüste der Heiligen Maria Magdalena, so genannte „Schöne Ulmerin“, Lindenholz mit spätgotischer Fassung, um 1475–1480 (1916.3804)
- Hl. Christophorus, Sandstein mit geringen Fassungsresten, um 1480 (1913.3004)[10]
- Blaubeurer Kruzifix, Sandstein, um 1500, Fassung vom Ende des 18. Jh. (im Landesmuseum Württemberg, WLM 615)

Das Bayerische Nationalmuseum in München besitzt neben der Augsburger Grabplatte aus St. Ulrich und Afra zwei weitere hervorragende Stücke.
- Jesuskind mit der Weintraube, Weidenholz, originale Fassung, um 1470 (91/43)
- Mondsichelmadonna, Pappelholz, gefasst, um 1479/80, (19/144)

Die umfangreiche Skulpturensammlung der Stiftung Preußischer Kulturbesitz im Bode-Museum in Berlin hat auch entscheidende Werke aus dem Œuvre Erharts und seiner Werkstatt.
- Ravensburger Schutzmantelmadonna, um 1480–1490, aus der Liebfrauenkirche, Ravensburg, Bode-Museum, Berlin (421)[11]
- vielleicht dazugehörend: Messe des hl. Papstes Gregor und Enthauptung der hl. Katharina, Lindenholz mit ursprünglicher Fassung, um 1480, 422-423

Als weiteres Museum mit mehreren Erharts Werkstatt zugeschriebenen Werken ist das Liebieghaus in Frankfurt zu nennen.
- Christuskind, Laubholz mit ursprünglicher Fassung (abgesägte Arme), 1470/75[13]
- Muttergottes, Lindenholz, farbig gefasst, Ulm, um 1475 (St.P. 377)
- Büste der Heiligen Barbara, Lindenholz, originale Fassung, tw. übermalt, um 1490,[14] Reliquienbüste der Heiligen Katharina als Gegenstück im Kunsthistorischen Museum Wien (Kunstkammer, 9938)
- Maria das Christuskind stillend (Maria lactans), Statuette, Laubholz, 1490/95[15]
- zwei Prophetenbüsten, Laubholz, ehem. gefasst, um 1490/95, aus einem nicht bestimmten Altar[16]

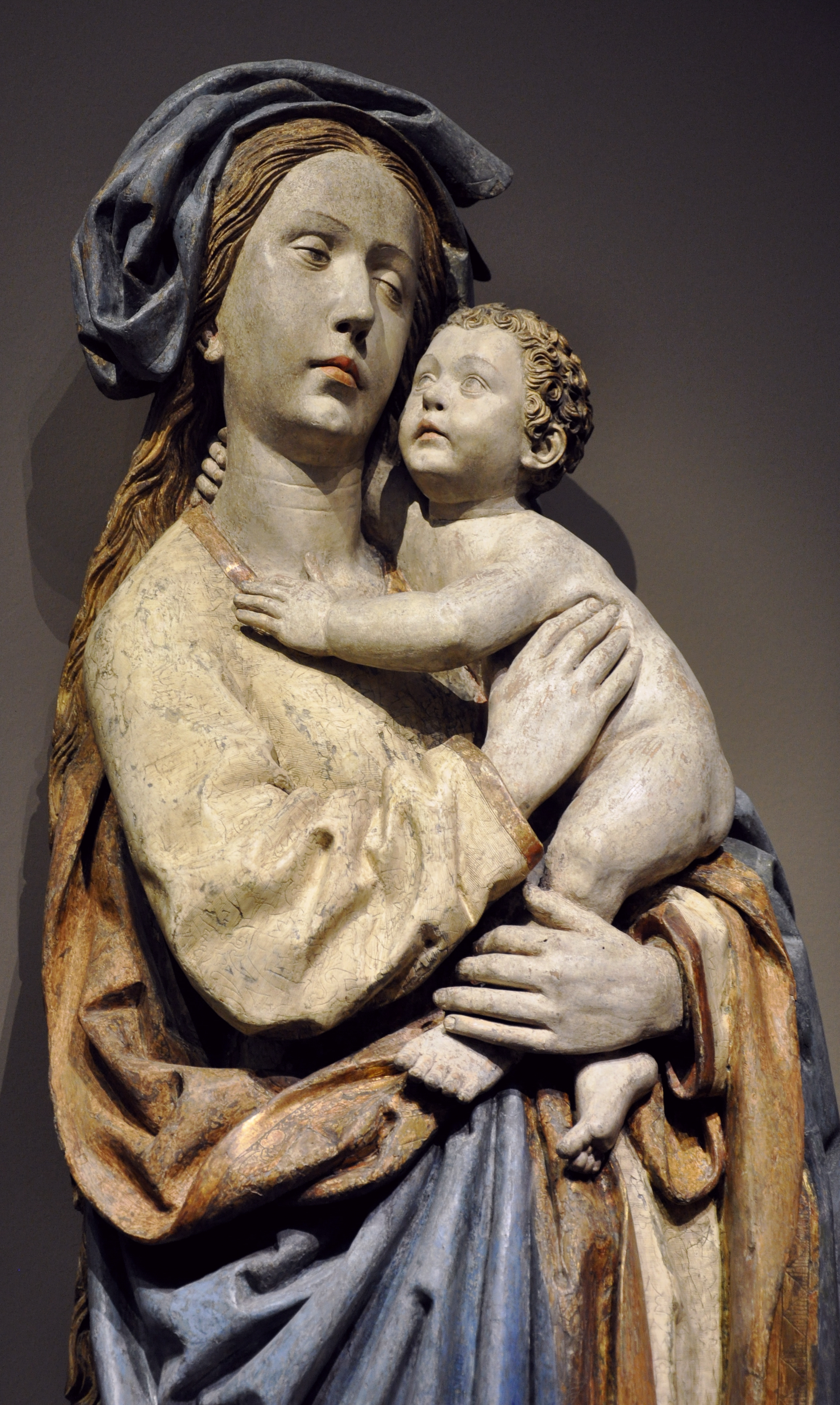
Muttergottes, Lindenholz, Ulm, um 1475, Liebieghaus, Frankfurt
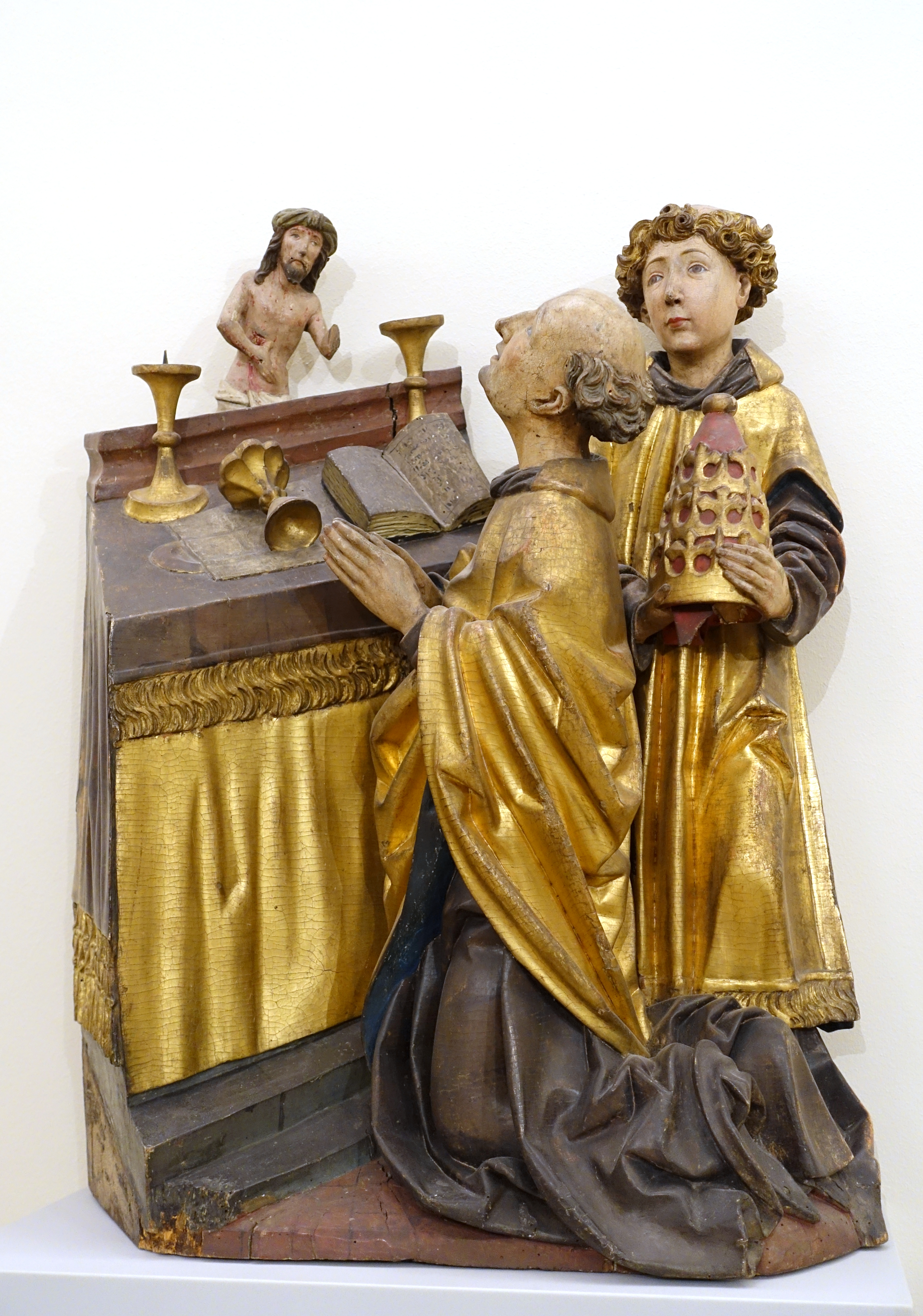
Messe des hl. Papstes Gregor, um 1480, Bode-Museum, Berlin
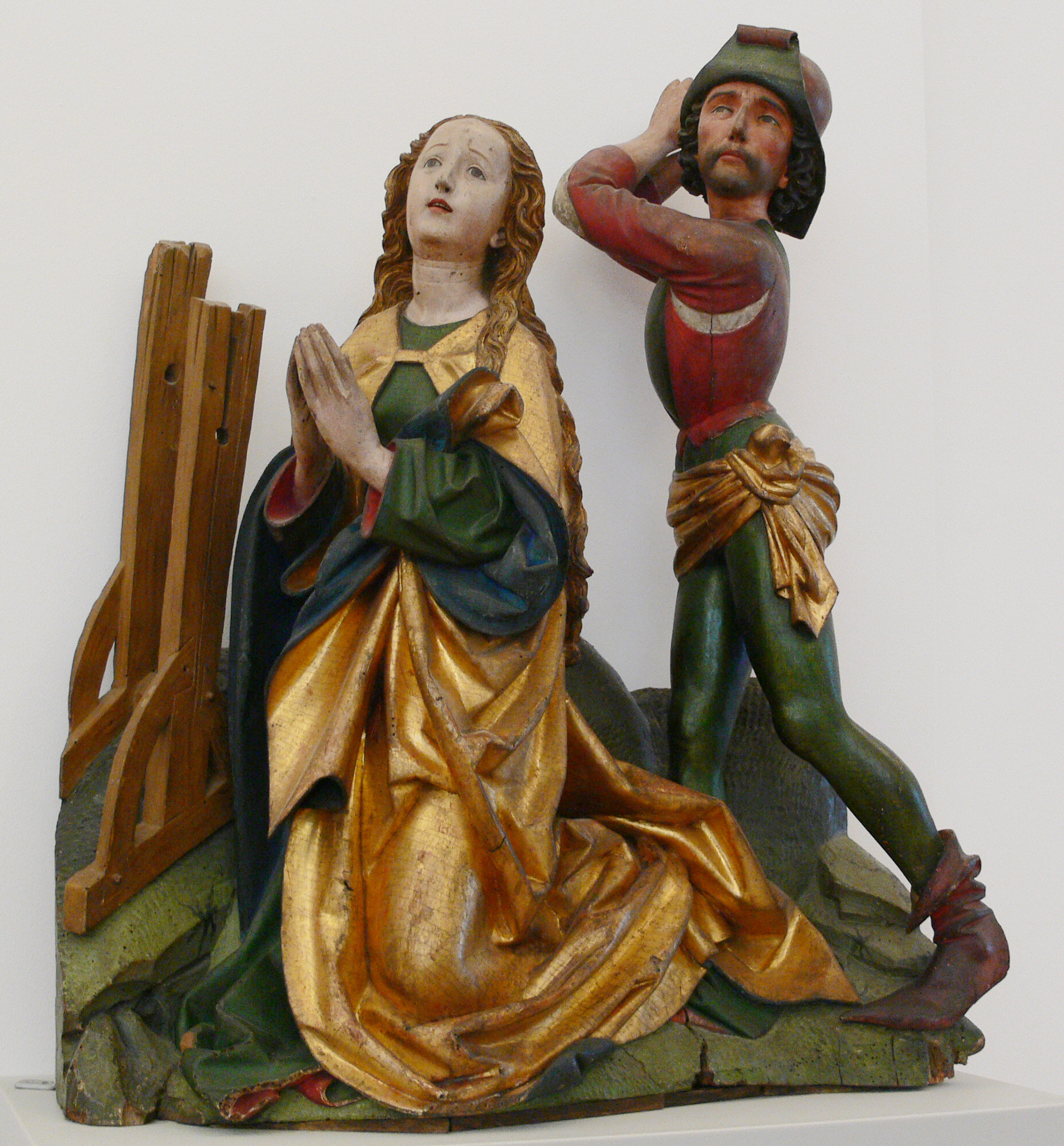
Enthauptung der hl Katharina, Bode-Museum
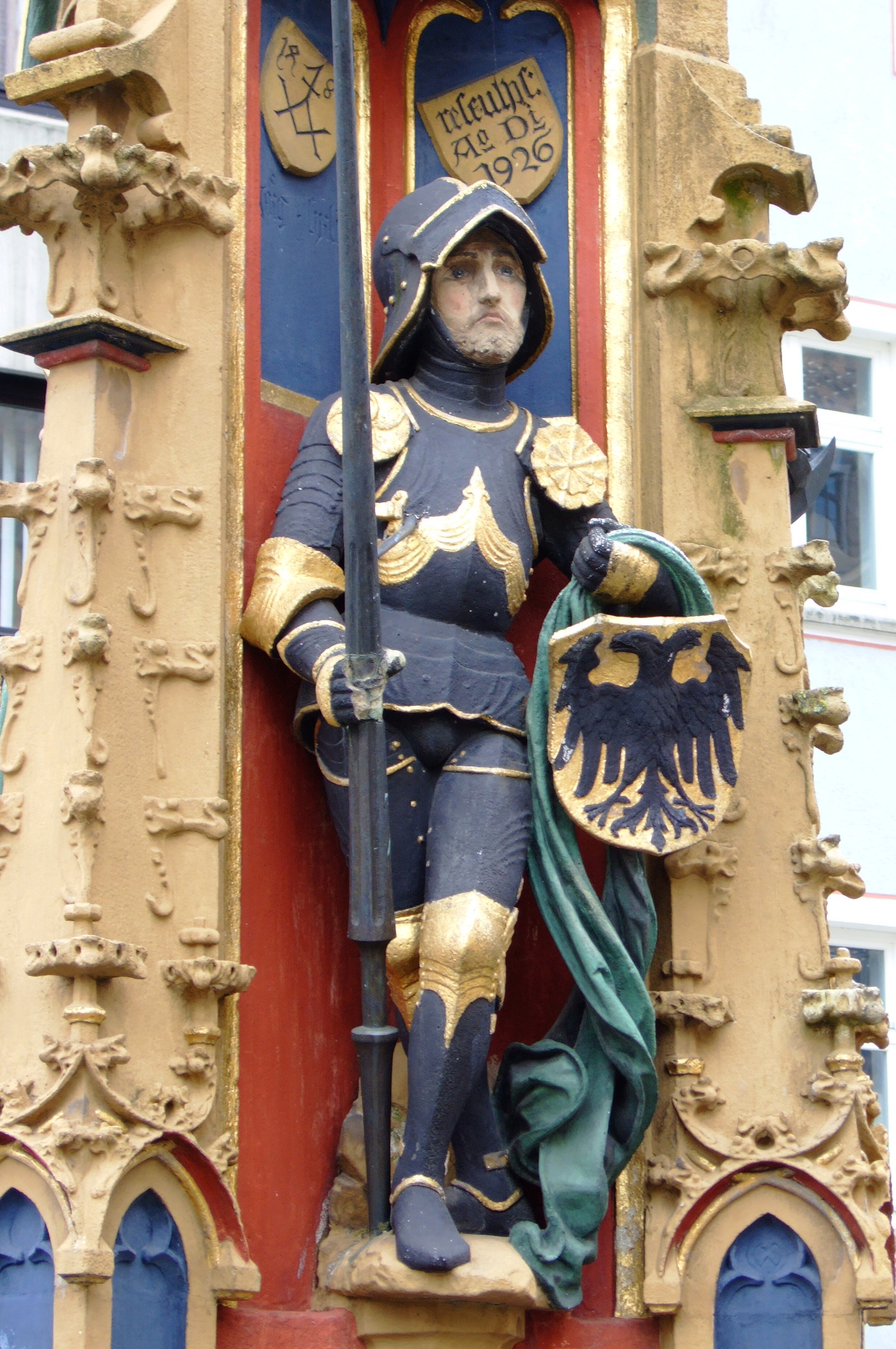
Kopie eines der Ritter am Fischkastenbrunnen in Ulm, 1482
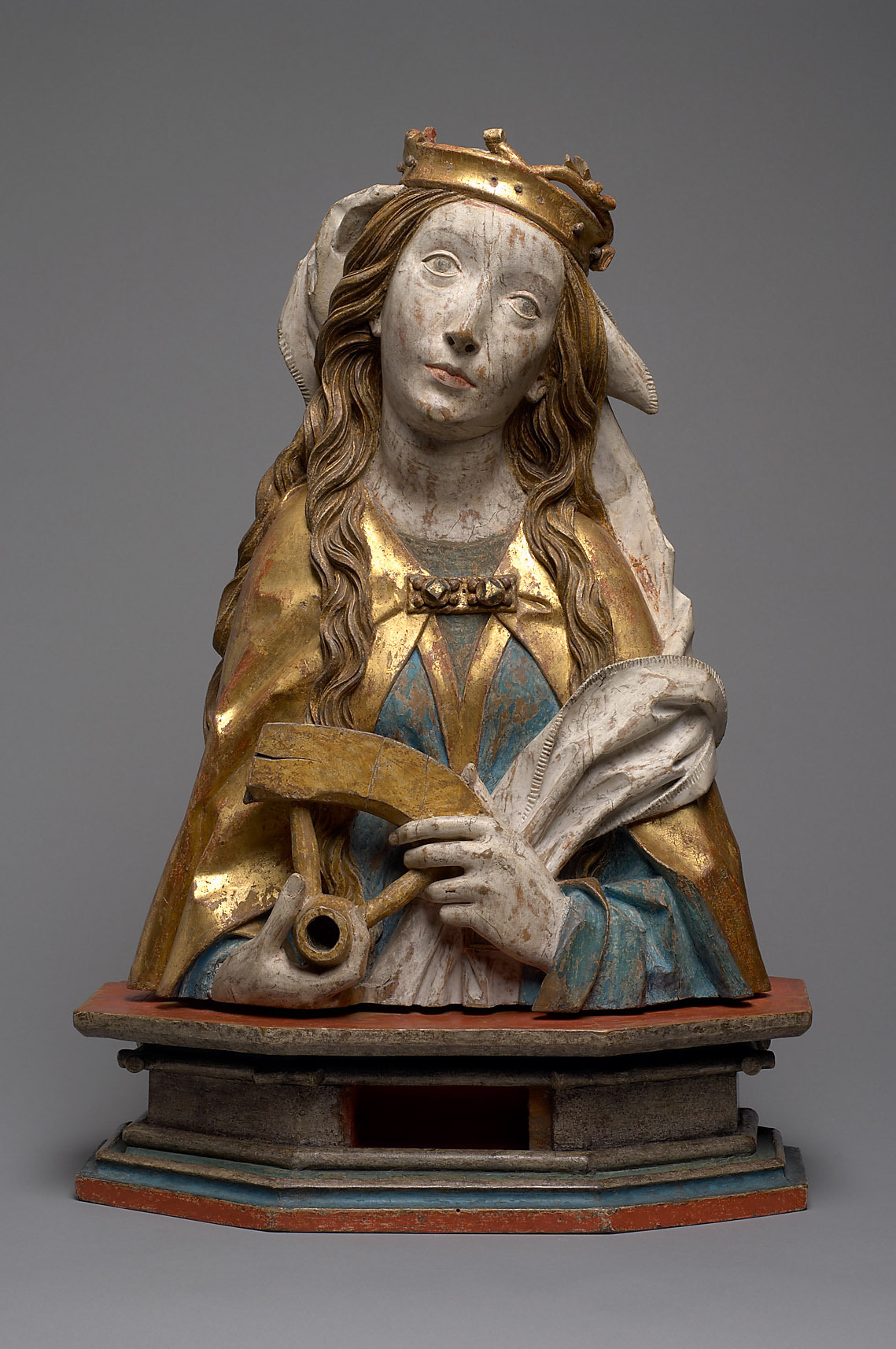
Reliquienbüste der Hl. Katharina, Ulm, um 1490. Kunsthistorisches Museum Wien
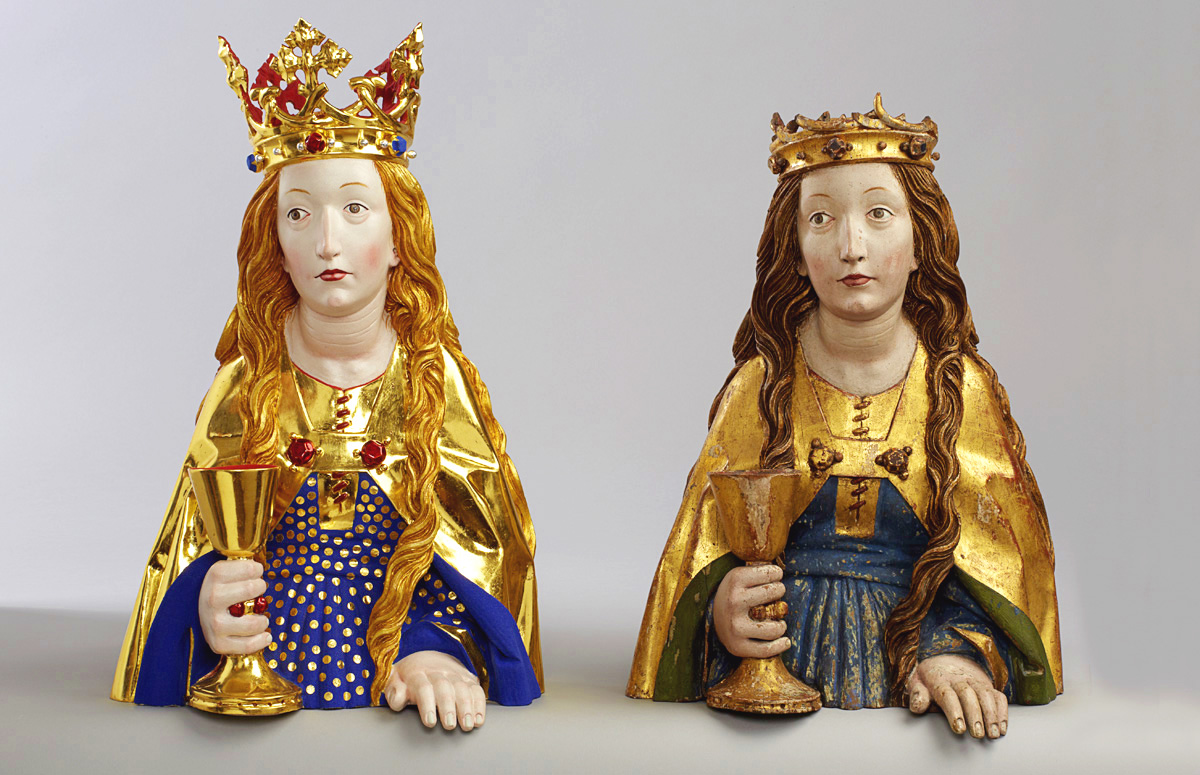
Heilige Barbara, um 1490, neben einer experimentellen Kopie, Liebieghaus, Frankfurt
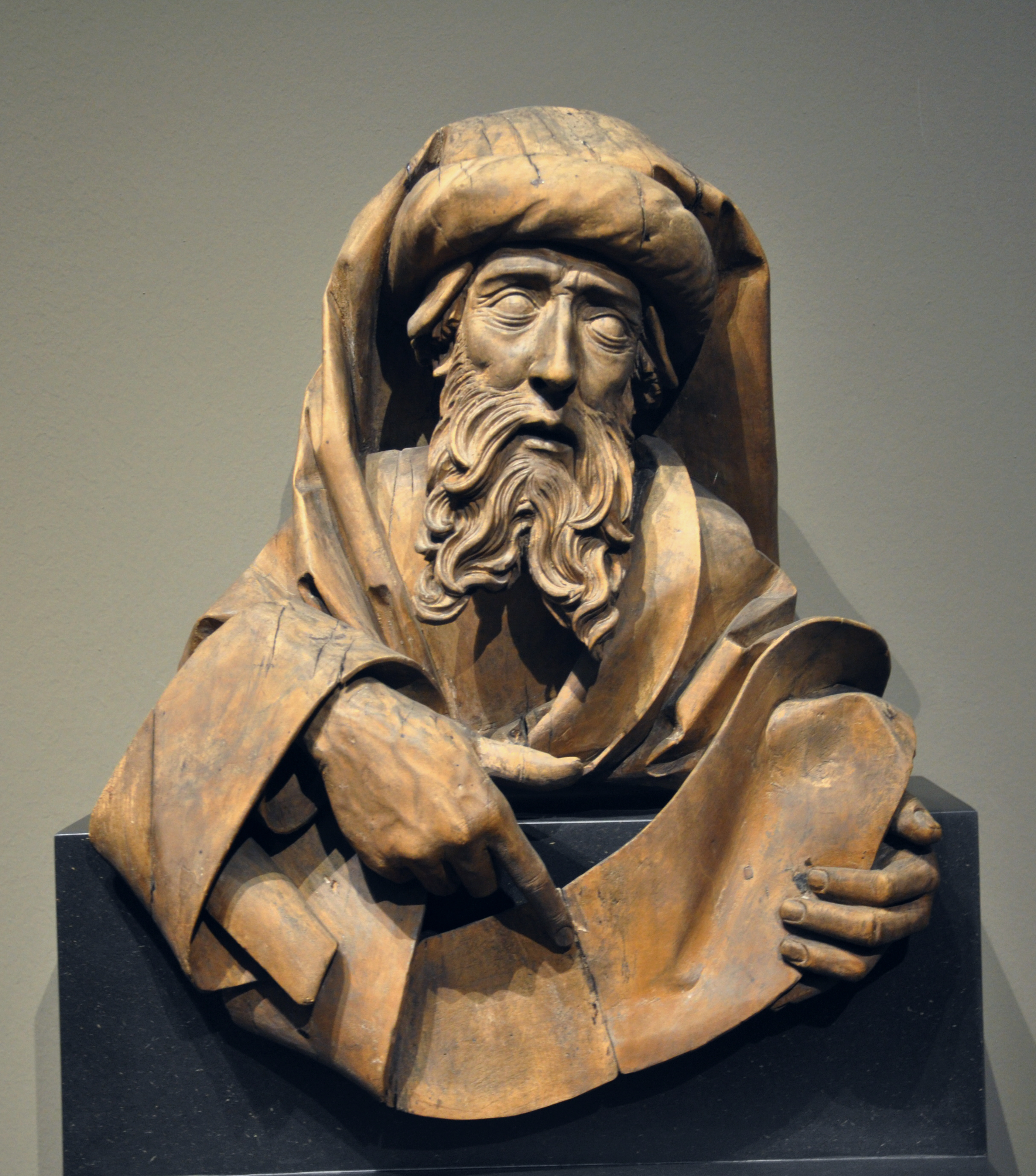
Bärtiger Prophet, Laubholz, ehem. gefasst, um 1490/95, Liebieghaus, Frankfurt
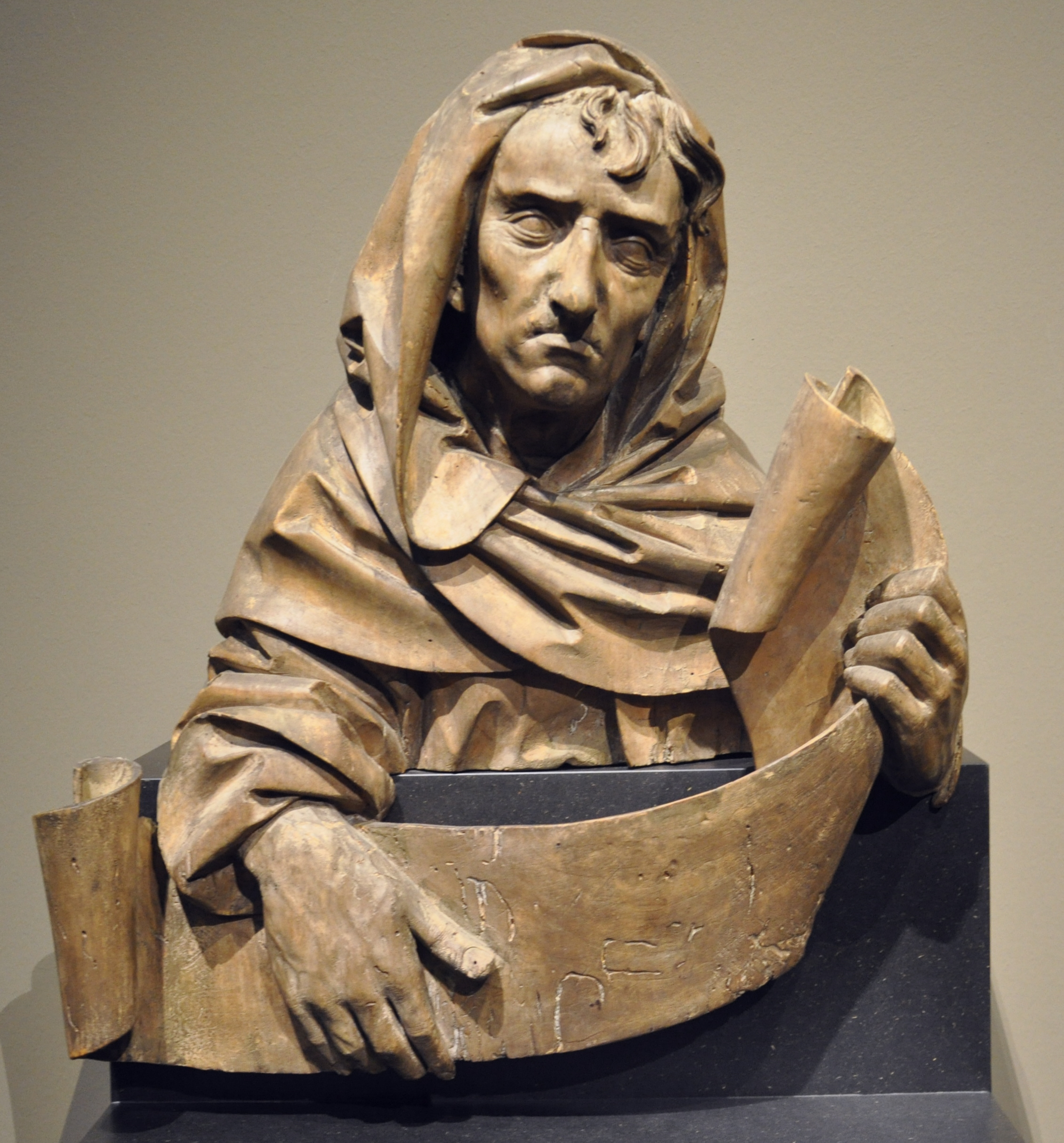
Bartloser Prophet, Laubholz, ehem. gefasst, um 1490/95, Liebieghaus, Frankfurt
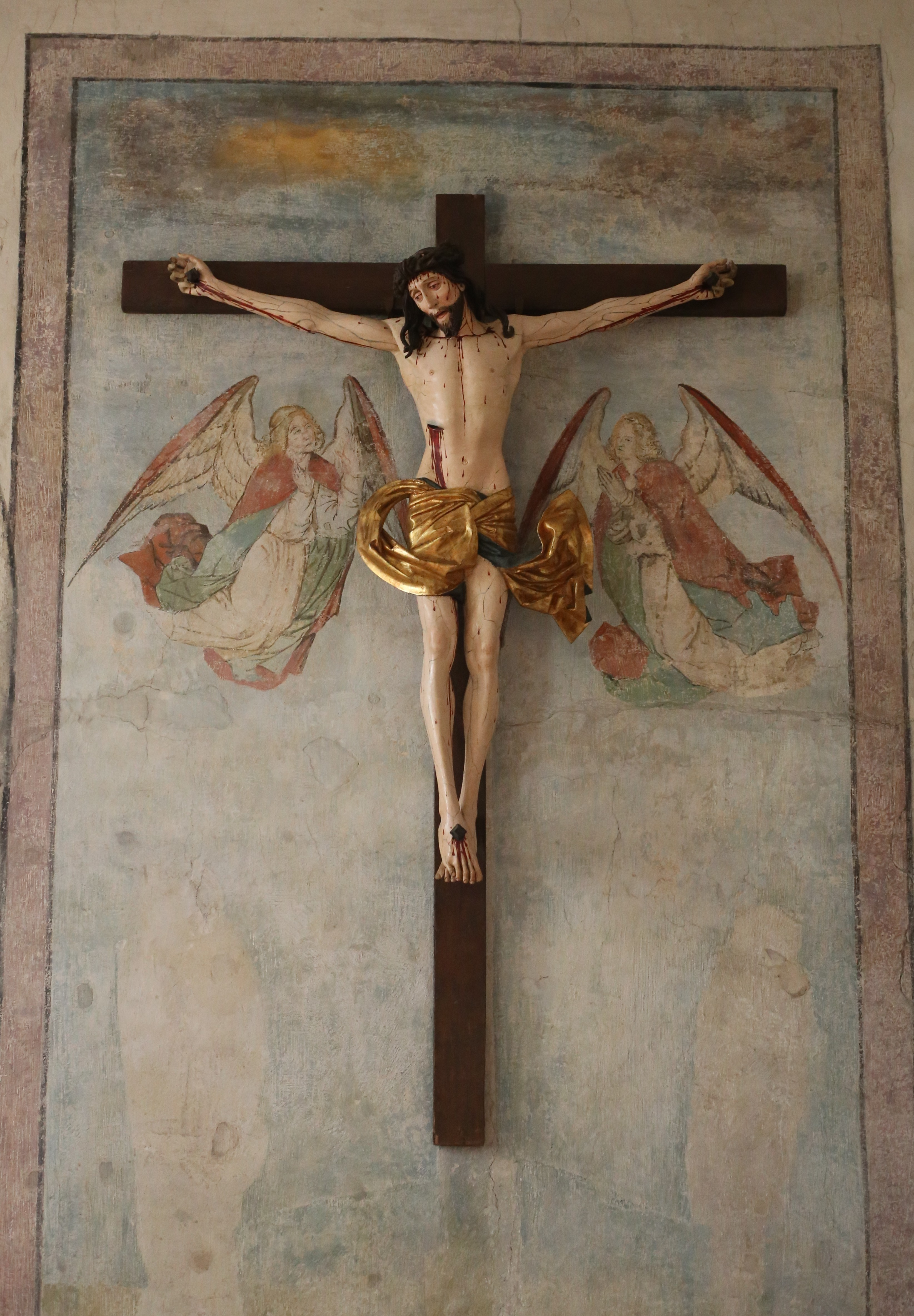
Kruzifix der Besserer-Kapelle im Ulmer Münster, nach 1490
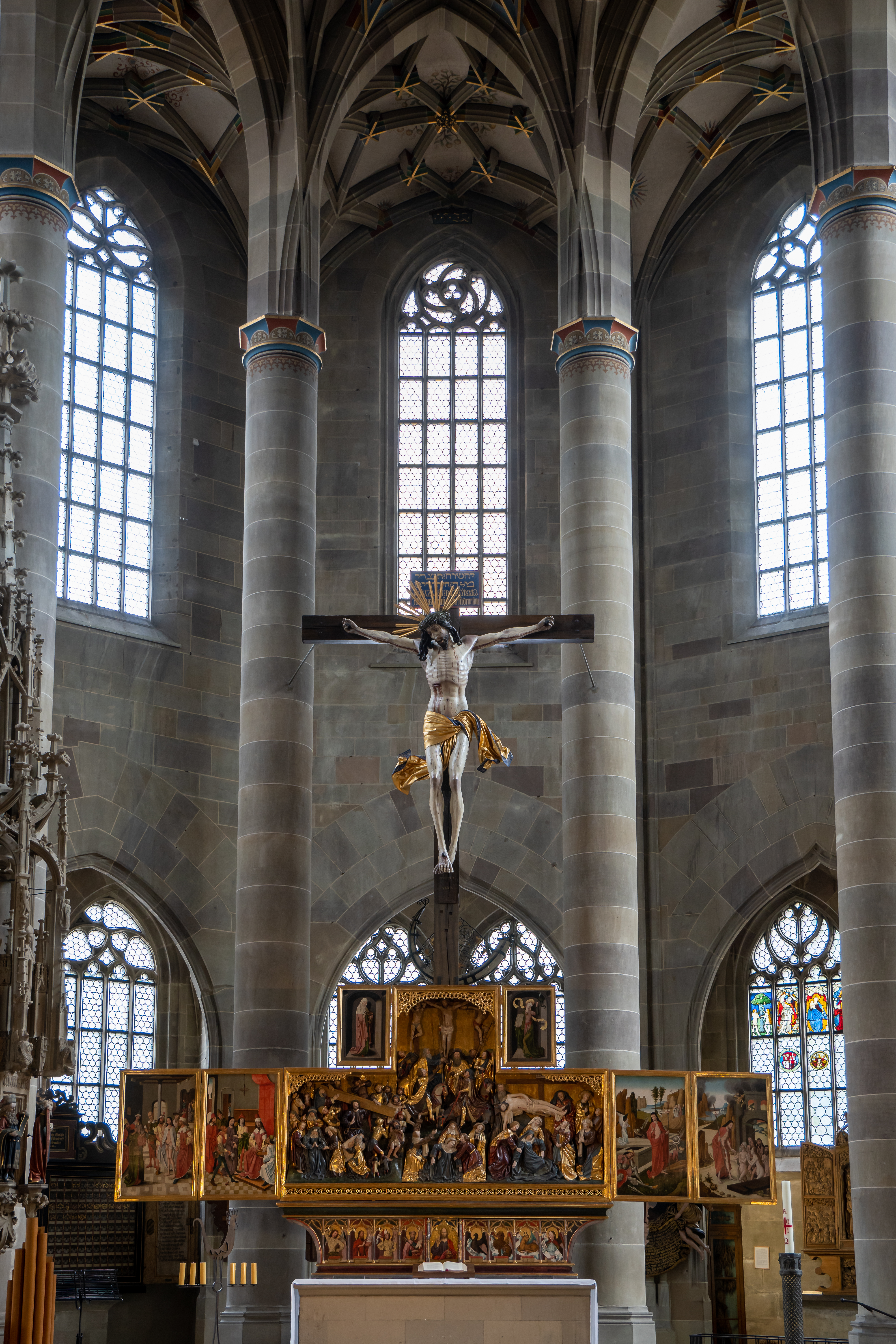
Kruzifix, datiert 1494, über dem Hochaltar in St. Michael, Schwäbisch Hall
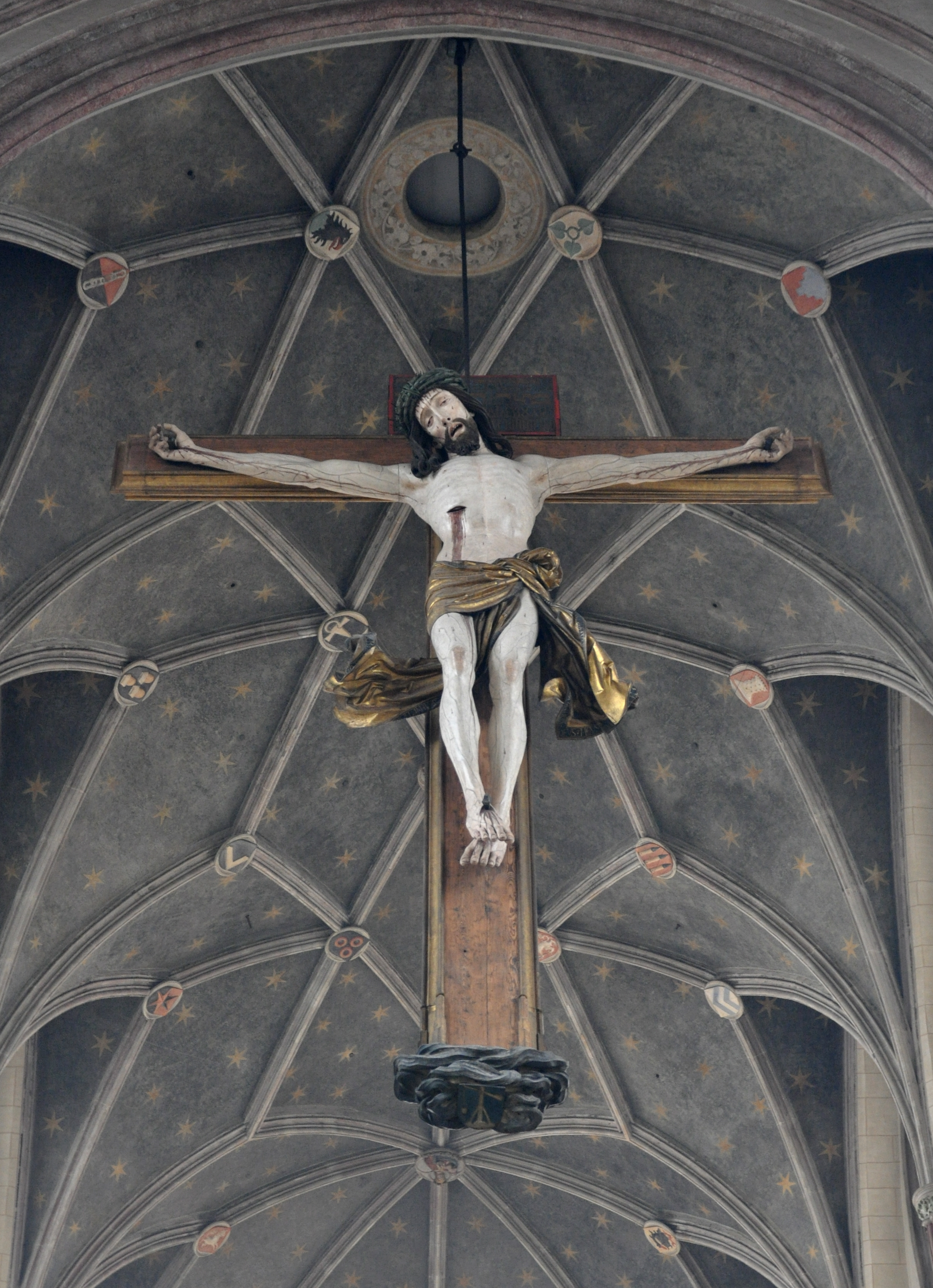
Chorbogenkruzifix, Basilika St. Martin in Landshut, 1495

## Der Blaubeurer Hochaltar

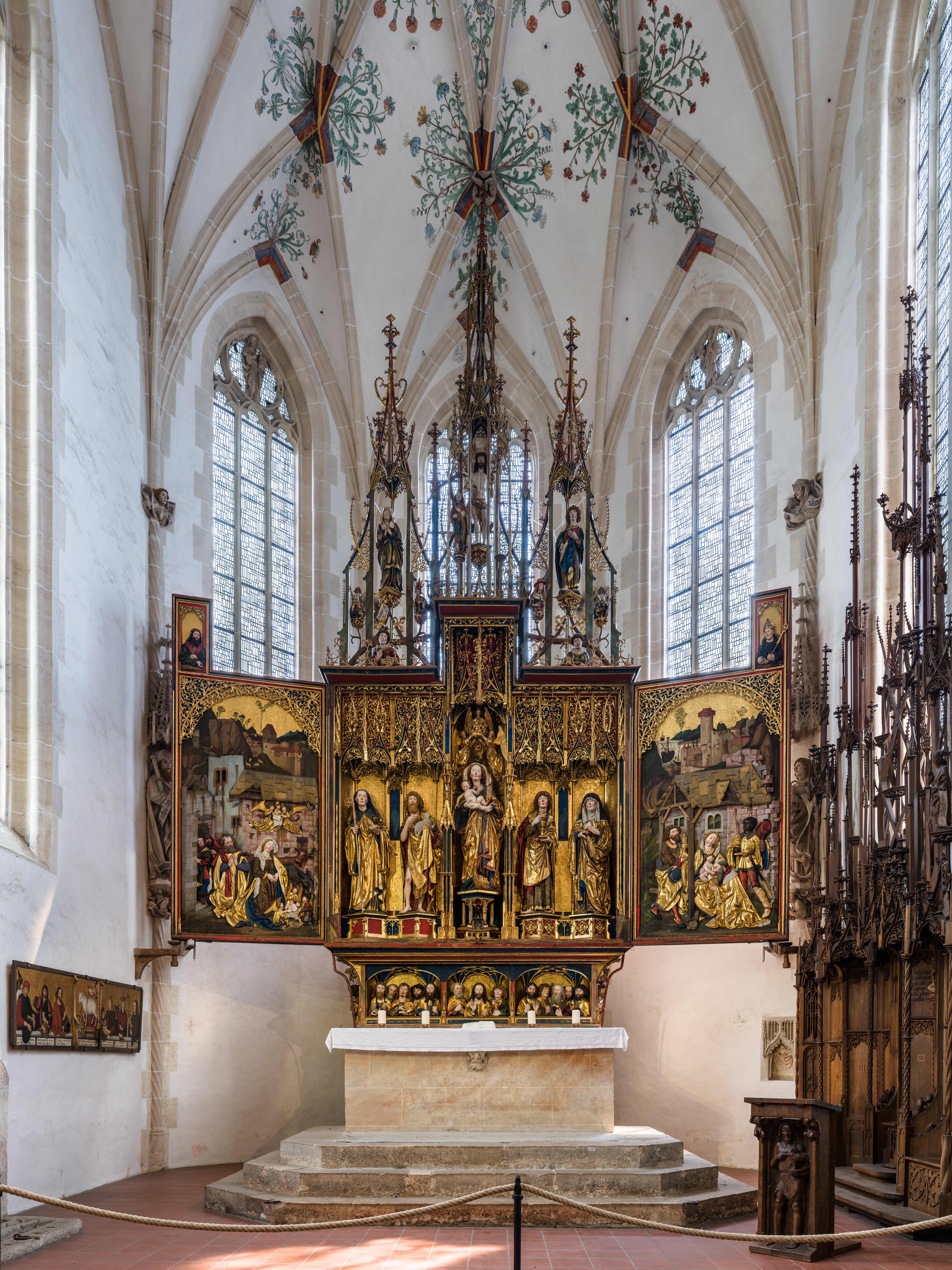
Blaubeurer Hochaltar, 1493

Der Blaubeurer Hochaltar, entstanden zwischen 1493 und 1494, befindet sich im Chorraum der Kirche des ehemaligen Benediktinerklosters von Blaubeuren, das zu dieser Zeit durch seine Äbte Ulrich Kundig (1456–1475) und Heinrich III. Fabri (1475–1495) reformiert und restauriert wurde. Fabri wurde 1492 Bischof, ein Jahr zuvor erst wurde mit dem Bau der Abteikirche begonnen, für die der Hochaltar bestimmt war. Michael Baxandall bezeichnet es als „das schönste erhaltene Werk aus der Ulmer Bildschnitzerschule.“ Es existieren keine Quellen zu dem Altar, doch wird dessen Skulpturenprogram Michel Erhart und seinem Sohn Gregor Erhart zugeschrieben, allein ihre Anteile sind strittig.
Der Blaubeurer Altar ist ein Wandelaltar mit zwei aufklappbaren Flügelpaaren, bis in eine Höhe von fast zwölf Metern aufragendem Gesprenge und einer Predella. Die Außenflügel, die Außenseiten der Innenflügel und die Predellenflügel sind bemalt. Erst bei Öffnung aller Flügel kommt die plastische Ausstattung voll zur Geltung. In der Predella werden Christus und die Apostel in geschnitzten Halbfiguren dargestellt, während im Zentrum des Schreins die Mutter Gottes mit dem Kind auf dem Arm vollplastisch auf der Mondsichel steht. Rechts neben ihr stehen Johannes der Täufer und der Ordensgründer Benedikt, auf der linken Seite Johannes der Evangelist und die heilige Scholastika, die Begründerin des weiblichen Zweigs des Benediktinerordens. Der rechte Altarflügel zeigt das Relief der Geburt Christi, auf dem linken ist die Anbetung der Könige dargestellt. Im Mittelteil des Gesprenges steht Christus als Schmerzensmann, neben ihm an jeder Seite ein Engel mit den Leidenswerkzeugen. In den seitlichen Gesprengen sind Maria und Johannes und unter ihnen jeweils drei Büsten von Heiligen angebracht. Die beiden Auszugsbilder über den geöffneten Innenflügeln zeigen links den Bischof und ehemaligen Abt Heinrich Fabri und rechts die Bildnisbüste des Württemberger Grafen Eberhard im Bart.
Der Blaubeurer Altar verbindet Skulptur, Relief und Malerei miteinander und zeigt damit das Charakteristische des deutschen Schnitzaltars um 1500.
In der Werkstatt seines Vaters ausgebildet, machte sich Gregor nach dieser gemeinsamen Arbeit in Augsburg selbständig, wo er wahrscheinlich 1540 starb. Andere Bildhauerarbeiten in der Klosterkirche wie das Chorgestühl stammen von Jörg Syrlin dem Jüngeren, Sohn und Nachfolger von Michel Erharts ehemaligem Meister.

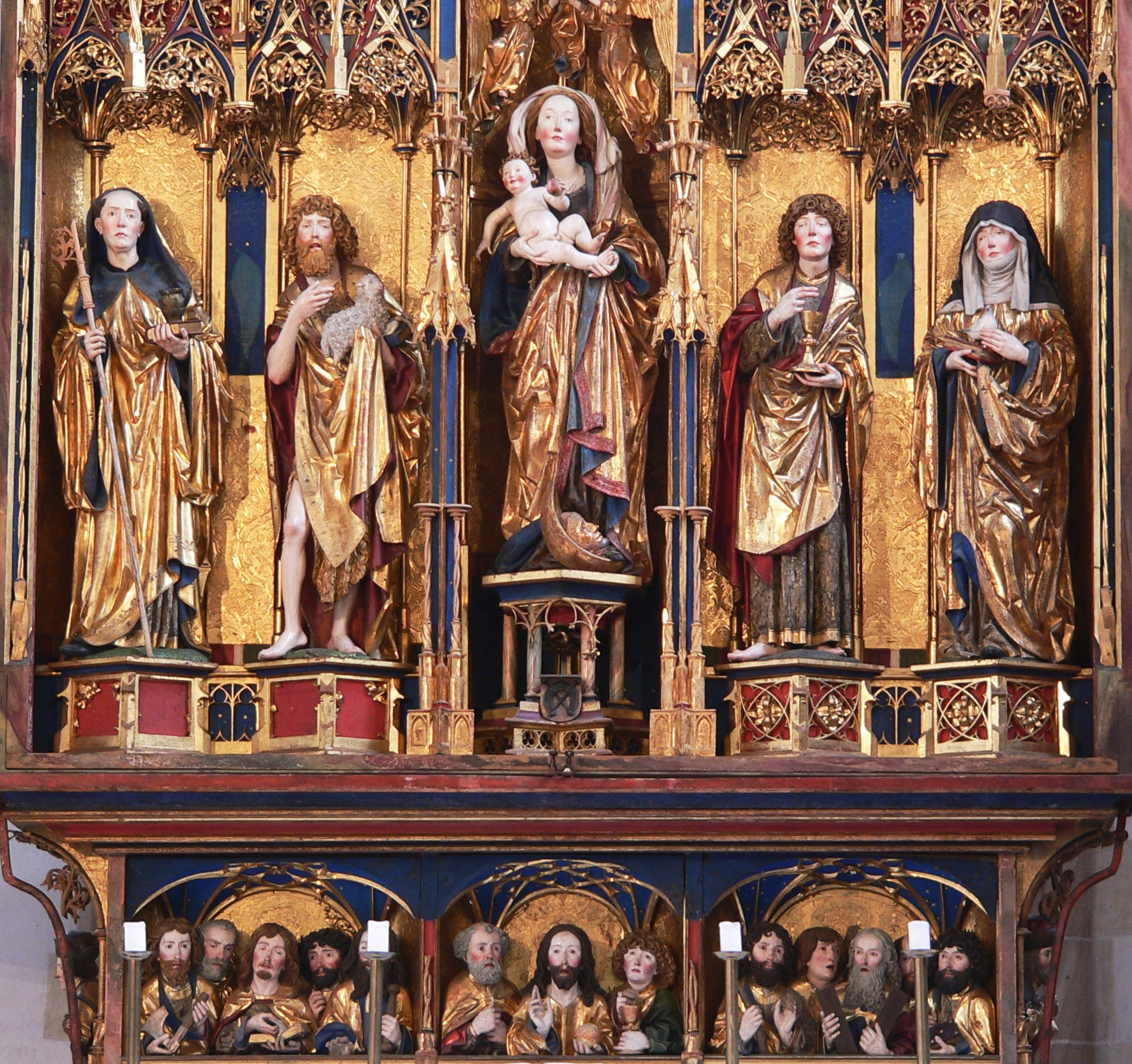
Schrein und Predella des Altars
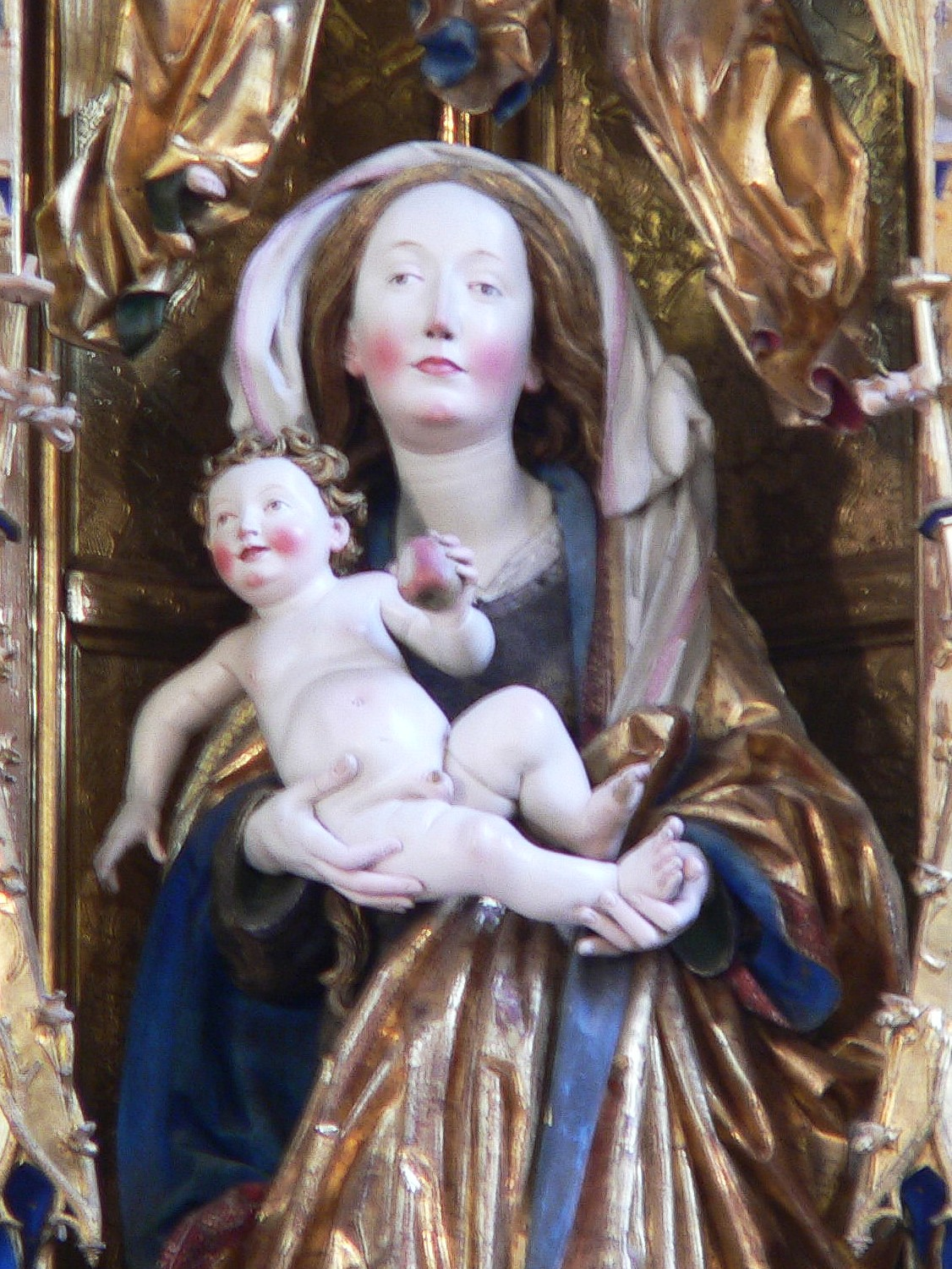
Gottesmutter mit Jesuskind
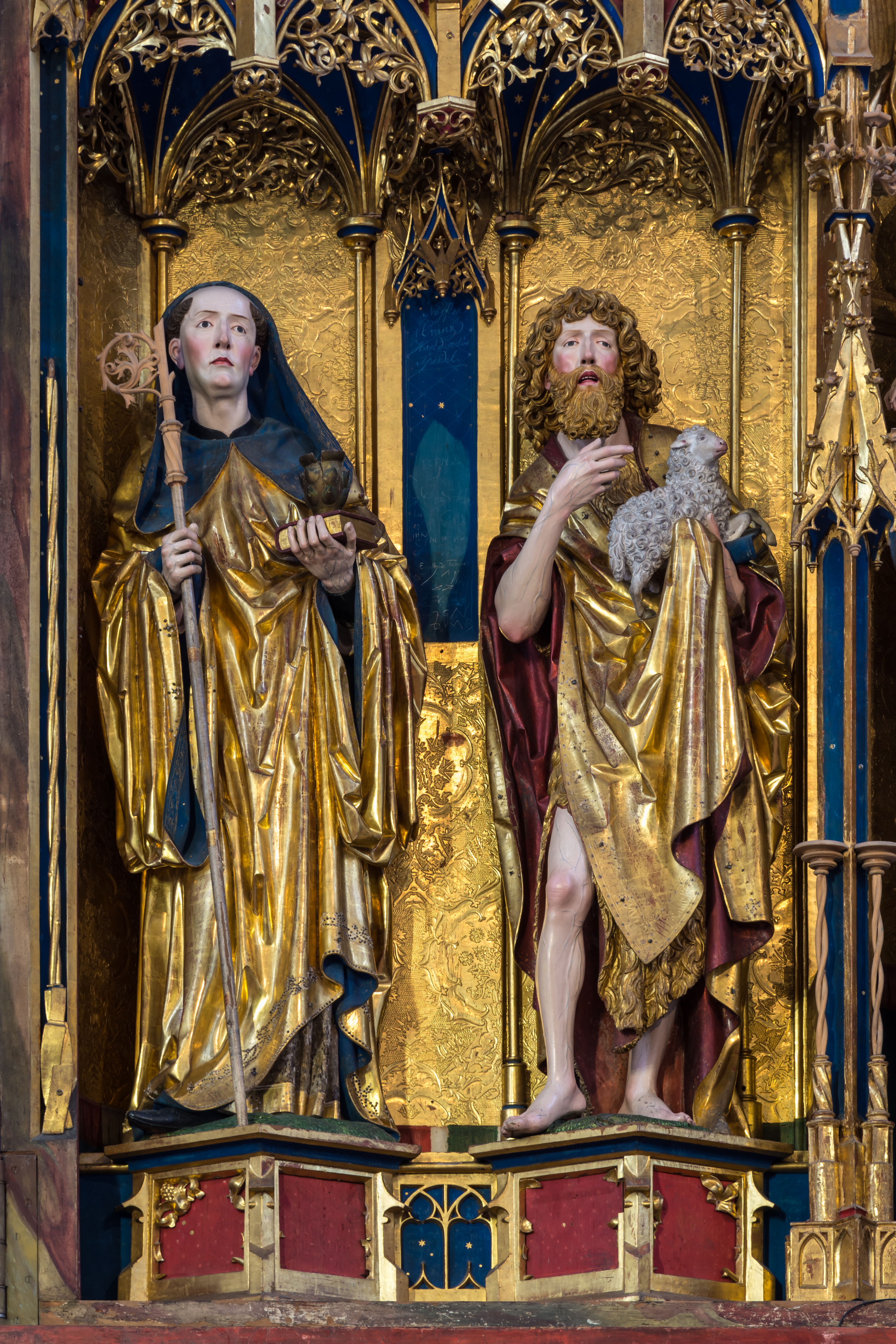
Hl. Benedikt und Johannes der Täufer
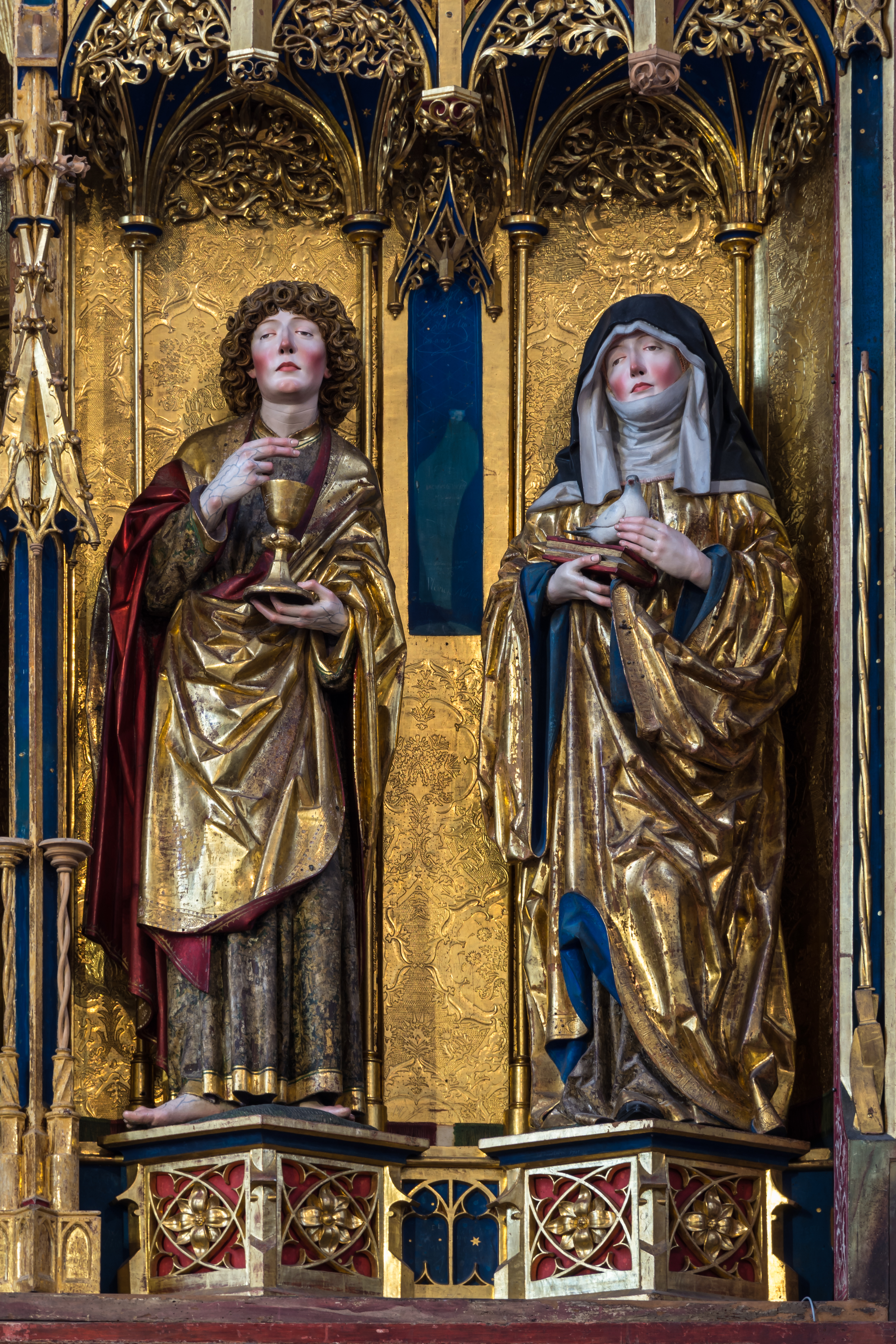
Johannes der Evangelist und hl. Scholastika